# Iacob Bologa
Iacob Bologa (7. prosince 1817 Marpod – 18. května 1888 Sibiu) byl rakouský právník a politik rumunské národnosti ze Sedmihradska, v 60. letech 19. století poslanec rakouské Říšské rady.

## Biografie
Působil jako advokát a notář v Blaji. Byl radou apelačního soudu. Od roku 1875 do roku 1877 zastával funkci prezidenta kulturního spolku Asociația Transilvană pentru Literatura Română și Cultura Poporului Român.

Počátkem 60. let se s obnovou ústavního systému vlády zapojil do vysoké politiky. V zemských volbách byl zvolen na Sedmihradský zemský sněm. Působil také coby poslanec Říšské rady (celostátního parlamentu Rakouského císařství), kam ho delegoval Sedmihradský zemský sněm roku 1863 (Říšská rada tehdy ještě byla volena nepřímo, coby sbor delegátů zemských sněmů). 20. října 1863 složil slib. V rejstříku poslanců pro zasedání Říšské rady od roku 1864 již uváděn není.
Poté, co bylo roku 1867 provedeno rakousko-uherské vyrovnání, se zapojil do politického života v Uhersku. Patřil do politické strany Partidul Național Român (Rumunská národní strana).